# Klos (bouwkunde)

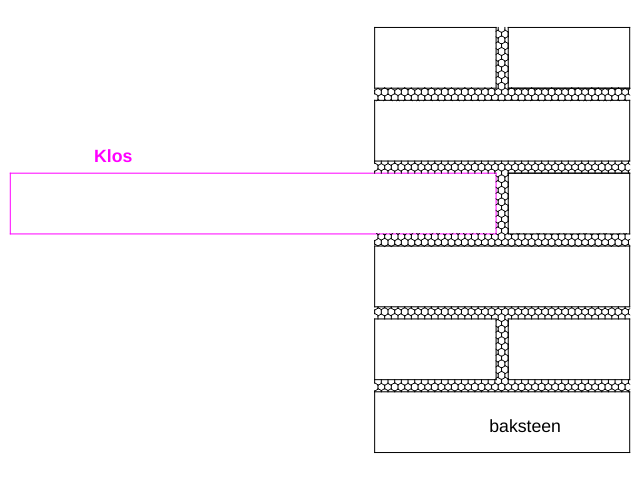
Klos, bijvoorbeeld ondersteuning van een dakgoot

Een klos is een onderdeel van een bouwwerk dat uit de muur steekt en (meestal) een dragende functie heeft.
Zo worden voor het dragen van een goot klossen gebruikt. Deze toepassing wordt ook gootklos genoemd.